# Ocymyrmex
Ocymyrmex är ett släkte av myror. Ocymyrmex ingår i familjen myror.

## Bildgalleri

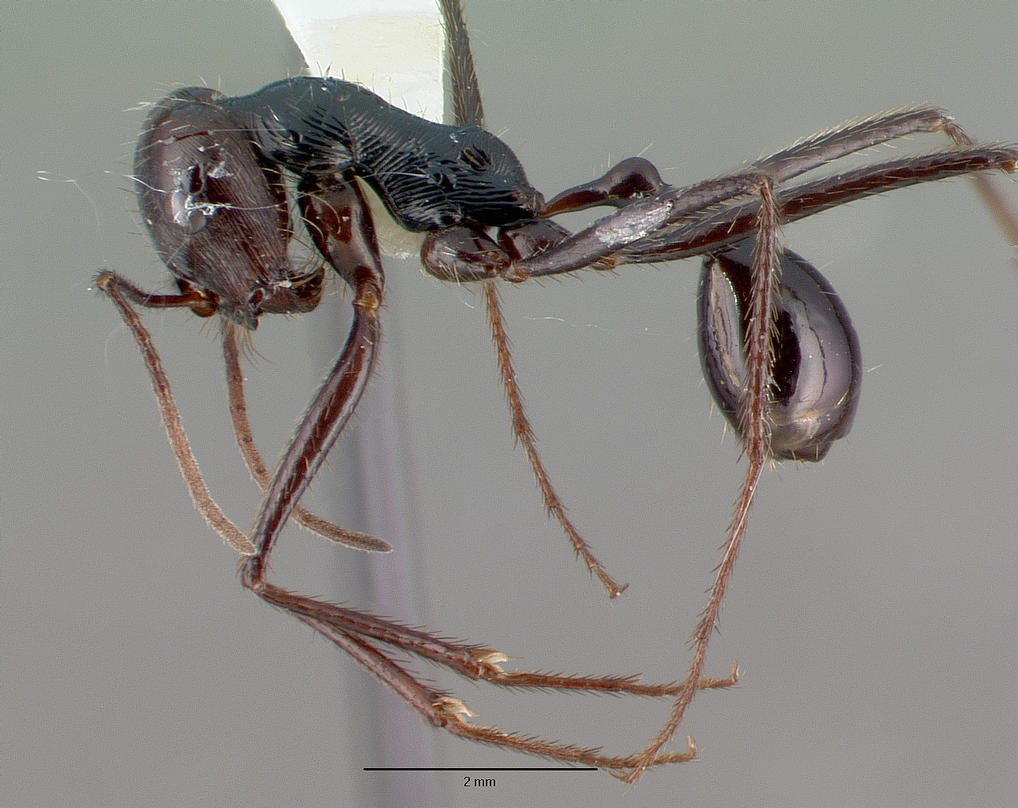

## Dottertaxa tillOcymyrmex, i alfabetisk ordning[1]
- Ocymyrmex afradu
- Ocymyrmex alacer
- Ocymyrmex ankhu
- Ocymyrmex barbiger
- Ocymyrmex cavatodorsatus
- Ocymyrmex celer
- Ocymyrmex cilliei
- Ocymyrmex cursor
- Ocymyrmex dekerus
- Ocymyrmex engytachys
- Ocymyrmex flavescens
- Ocymyrmex flaviventris
- Ocymyrmex foreli
- Ocymyrmex fortior
- Ocymyrmex gariepensis
- Ocymyrmex gordoni
- Ocymyrmex hirsutus
- Ocymyrmex ignotus
- Ocymyrmex kahas
- Ocymyrmex laticeps
- Ocymyrmex micans
- Ocymyrmex monardi
- Ocymyrmex nitidulus
- Ocymyrmex okys
- Ocymyrmex phraxus
- Ocymyrmex picardi
- Ocymyrmex resekhes
- Ocymyrmex robecchii
- Ocymyrmex robustior
- Ocymyrmex shushan
- Ocymyrmex sobek
- Ocymyrmex sphinx
- Ocymyrmex tachys
- Ocymyrmex turneri
- Ocymyrmex weitzeckeri
- Ocymyrmex velox
- Ocymyrmex zekhem